# Family Dog
Family Dog (doblado en hispanoámerica como Vida de perros y en España como Perro de familia) es una serie animada de televisión que se emitió entre el 23 de junio hasta el 28 de julio de 1993 en la CBS Producida por Amblin Television y Nelvana Limited en asociación con Universal Television y Warner Bros. Television, Creada por Brad Bird y teniendo de productores ejecutivos, a Tim Burton y Steven Spielberg (cuya colaboración sería la primera de varias), la serie era sobre una familia media suburbana, los Binsfords, contada a través de los ojos de su perro. Apareció por primera vez como un episodio de la serie de televisión Amazing Stories, y luego fue ampliada a su propia serie.
Retrasado su estreno por años y atacada duramente por la crítica, la serie ha sido referida como "uno de los fiascos más grandes en la historia de la animación televisiva, tanto a nivel creativo como comercial, pese (pero, en muchas formas, gracias a) al talento poderoso detrás del proyecto." Un crítico observó que el problema principal de la serie es que "la familia Binford era tan repulsivamente egoísta que el interés de la audiencia en sus aventuras era nulo."

## Reparto y personajes

### Principales
- Martin Mull como Skip Binsford, el padre.
- Molly Cheek como Bev Binsford, la madre.
- Danny Mann como Jonah, un Bull Terrier y el perro de familia.
- Zak Huxtable Erstein como Billy Binsford, el hijo.
- Cassie Cole como Buffy Binsford, la hija.

### Recurrentes
- Bruce McGill como Martin Mahoney.
- Deanna Oliver como Trish Mahoney.
- Mary Kay Bergman as Katie, una chihuahua hembra y la perra de los vecinos.

## Producción
Seis años después del episodio original de Amazing Stories, una serie de CBS basada en el episodio fue producida por Steven Spielberg y Tim Burton (quién contribuyó a los diseños de producción y personajes). Fue escrita por Dennis Klein, Sherri Stoner y Paul Dini, y animada por Nelvana, pero notoriamente carecía del involucramiento del escritor original y director, Brad Bird, ya que él no creía que la premisa del corto pudiera funcionar como serie de televisión. Enormemente promocionada debido al involucramiento de Spielberg, la serie fue víctima de constantes retrasos de producción. No logró cumplir el orden original del canal de 13 episodios. Diez episodios fueron finalizados por la casa de animación de Wang Film Productions en Taiwán pero los productores quedaron insatisfechos con los resultados, por lo que ellos detuvieron la producción en los últimos tres episodios y pasaron los diez episodios a Nelvana para "arreglos y afinaciones". La serie iba a debutar el 20 de marzo de 1991 (y fue tan enormemente promocionada en febrero de 1991 durante la emisión de los Grammys), pero la animación no había sido finalizada a tiempo para ese estreno, por lo que fue retrasado hasta 1993. Frederick Coffin había sido elegido como la voz de Skip Binsford, pero Spielberg decidió reemplazarlo con Martin Mull, luego de que la animación estuviera completa en los primeros tres episodios.
A pesar de que el corto de Amazing Stories se había emitido antes del lanzamiento del nuevo canal Fox y los cortos originales de Los Simpsons como parte de The Tracey Ullman Show, Family Dog eventualmente cayó en la categoría de series animadas fallidas en horario prime producidas por los "tres grandes" canales para competir con Los Simpsons, junto a Capitol Critters de la ABC y Fish Police de la CBS. Dichos programas habían sido cancelados luego de unas pocas semanas. CBS posteriormente emitió lo que quedaba de Family Dog en seis semanas en el verano de 1993.